# Leptosporomyces adnatus
Leptosporomyces adnatus är en svampart som först beskrevs av Rehill & B.K. Bakshi, och fick sitt nu gällande namn av S.S. Rattan 1977. Leptosporomyces adnatus ingår i släktet Leptosporomyces och familjen Atheliaceae.   Inga underarter finns listade i Catalogue of Life.